# Яковлєв Юрій Миколайович (хокеїст)
Юрій Миколайович Яковлєв (22 листопада 1957) — радянський хокеїст, нападник. Майстер спорту СРСР (1987). З 1990 року — президент ХК «Локомотив» (Ярославль).

## Біографічні відомості
Вихованець київської хокейної школи (перший тренер — Едуард Д'яков). У сезоні 1975/1976 дебютував за «Сокіл», у першій лізі провів 7 ігор.
1978 року перейшов до команди другої ліги «Торпедо» (Ярославль), у складі якої відіграв одинадцять сезонів. 1983 року «торпедівці» увійшли до першої ліги, наступного року Юрія Яковлєва обрали капітаном команди. З 1987 року ярославський колектив виступав у вищій лізі. У цьому турнірі провів 47 матчів (6+8), всього в чемпіонаті СРСР закинув 230 шайб.
З 1990 року обіймає посаду президента ХК «Торпедо» (Ярославль). У 2000 році команда змінила назву на «Локомотив». За цей час клуб тричі ставав чемпіоном Росії (1997, 2002, 2003). Нагороджений орденом Пошани (1996). Тричі отримував приз імені Валентина Сича, як кращий керівник російського хокейного клуба (2002, 2003, 2009).

## Досягнення
- Чемпіон Росії (3): 1997, 2002, 2003
- Срібний призер (2): 2008, 2009
- Бронзовий призер (5): 1998, 1999, 2005, 2011, 2014

## Статистика
| Сезон   | Клуб                  | Ліга      | І  | Г  | П  | О  | ШХ |
| ------- | --------------------- | --------- | -- | -- | -- | -- | -- |
| 1975-76 | «Сокіл» (Київ)        | перша     | 7  | 0  | 0  | 0  | 6  |
| 1978-79 | «Торпедо» (Ярославль) | друга     | -  | 14 | -  | -  | -  |
| 1979-80 | «Торпедо» (Ярославль) | друга     | -  | 30 | -  | -  | -  |
| 1980-81 | «Торпедо» (Ярославль) | друга     | 26 | 24 | -  | -  | 18 |
| 1981-82 | «Торпедо» (Ярославль) | друга     | 44 | 29 | 17 | 46 | 15 |
| 1982-83 | «Торпедо» (Ярославль) | друга     | 51 | 38 | -  | -  | 15 |
| 1983-84 | «Торпедо» (Ярославль) | перша     | 59 | 30 | 25 | 55 | 20 |
| 1984-85 | «Торпедо» (Ярославль) | перша     | 52 | 16 | 19 | 35 | 10 |
| 1985-86 | «Торпедо» (Ярославль) | перша     | 64 | 23 | 17 | 40 | 26 |
| 1986-87 | «Торпедо» (Ярославль) | перша     | 30 | 12 | 18 | 30 | 10 |
| 1987-88 | «Торпедо» (Ярославль) | вища      | 26 | 3  | 5  | 8  | 6  |
|         | «Торпедо» (Ярославль) | перехідна | 30 | 8  | 3  | 11 | 4  |
| 1988-89 | «Торпедо» (Ярославль) | вища      | 21 | 3  | 3  | 6  | 2  |